# Brunneby herrgård
Brunneby herrgård är en herrgård vid Göta kanal nära Borensberg i Motala kommun.

## Historia
Namnet Brunneby är känt sedan 1269 då lagman Bengt Magnusson ägde gården, den har senare tillhört bland annat ätterna Vasa och Leijonhufvud. 1637 donerades den till fältmarskalken Johan Banér. Egendomen drogs in genom reduktionen men försåldes åter 1723 varpå den senare tillhört släkterna Macklier, von Siegroth och Tigerklou. Den nuvarande mangårdsbyggnaden med flyglar uppfördes 1735 av Gustav Adolf Makaléer  i reveterat timmer med mansardtak och genomgick ombyggnader på 1850-talet och 1911.
Brunneby gård ägs sedan 1911 av familjen Kjellin.
Brunneby kyrka och Brunneby musteri utgör delar av herrgården.